# Thurso
Thurso, schottisch-gälisch: Inbhir Theòrsa, ist eine im äußersten Norden von Schottland gelegene Hafenstadt mit 7933 Einwohnern.

## Lage
Die Stadt liegt in der ehemaligen Grafschaft Caithness und der Council Area Highland, je etwa 300 Kilometer Luftlinie von Glasgow und Edinburgh sowie 800 km von London entfernt. Thurso ist die nördlichste Stadt auf der britischen Hauptinsel. Durch die Stadt fließt der Fluss Thurso, der in der Thurso-Bucht in den Pentland Firth mündet.

## Geschichte

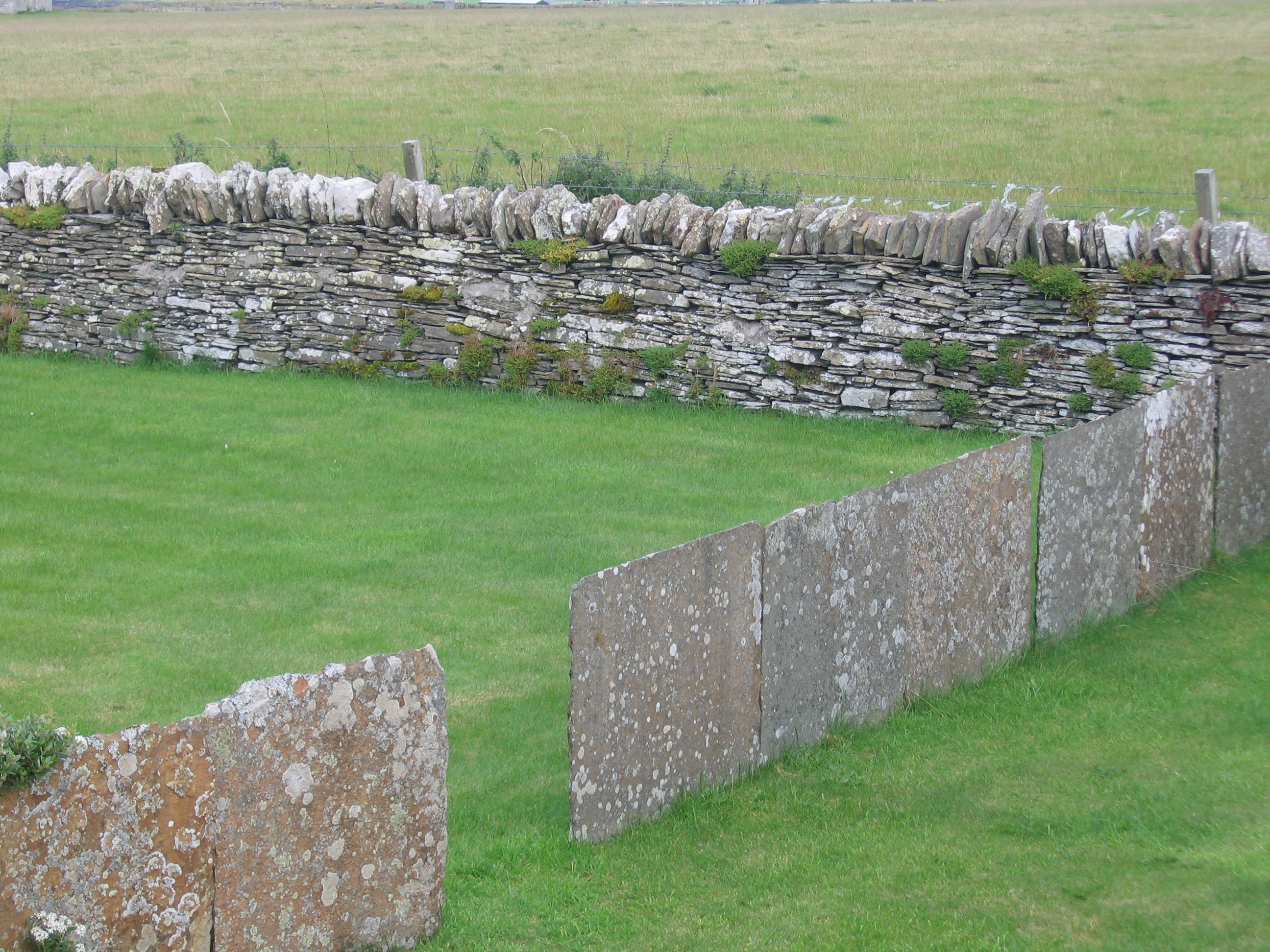
Gehwegplatten aus Thurso in untypischer Verwendung als Gartenzaun

Der Name der Stadt leitet sich aus dem Altnorwegischen ab. Es gibt dazu zwei Deutungen: Wasser des Bullen oder Fluss des Thor (Thorsaa)

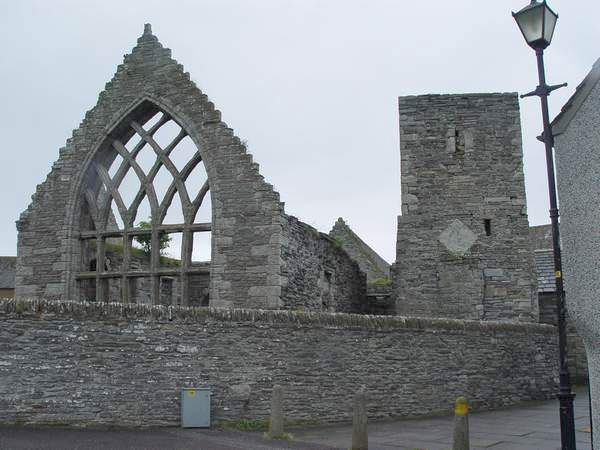
Old St Peter’s Church

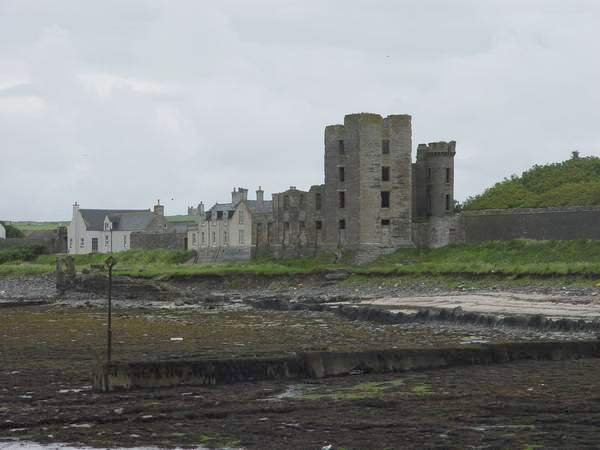
Thurso Castle

Im Bereich der Stadt gibt es vorgeschichtliche Siedlungsspuren wie die Cairns von Tulloch of Assery. Diese Siedlung, aus der sich Thurso entwickelte, wurde aufgrund der verkehrsgünstigen Lage als nördlichster schottischer Hafen auf der britischen Hauptinsel gegenüber von Norwegen, den Orkney- und Shetlandinseln um das Jahr 1000 n. Chr. von Wikingern gegründet. Deren erste Burg lag im Bereich des heutigen Bahnhofs von Thurso; bis ins 18. Jahrhundert war sie bewohnt. Heute ist dort nichts mehr zu sehen. 1266 endete die Wikingerherrschaft, deren Zentrum auf den Orkney-Inseln lag. Bis zum 18. Jahrhundert war Thurso ein bedeutender Hafen für den Verkehr in der Nordsee. Es gehörte nun zum Einflussbereich der Grafen von Caithness, die an der Küste, östlich des Ortes, eine neue Burg errichteten. Sie ist als Ruine erhalten.

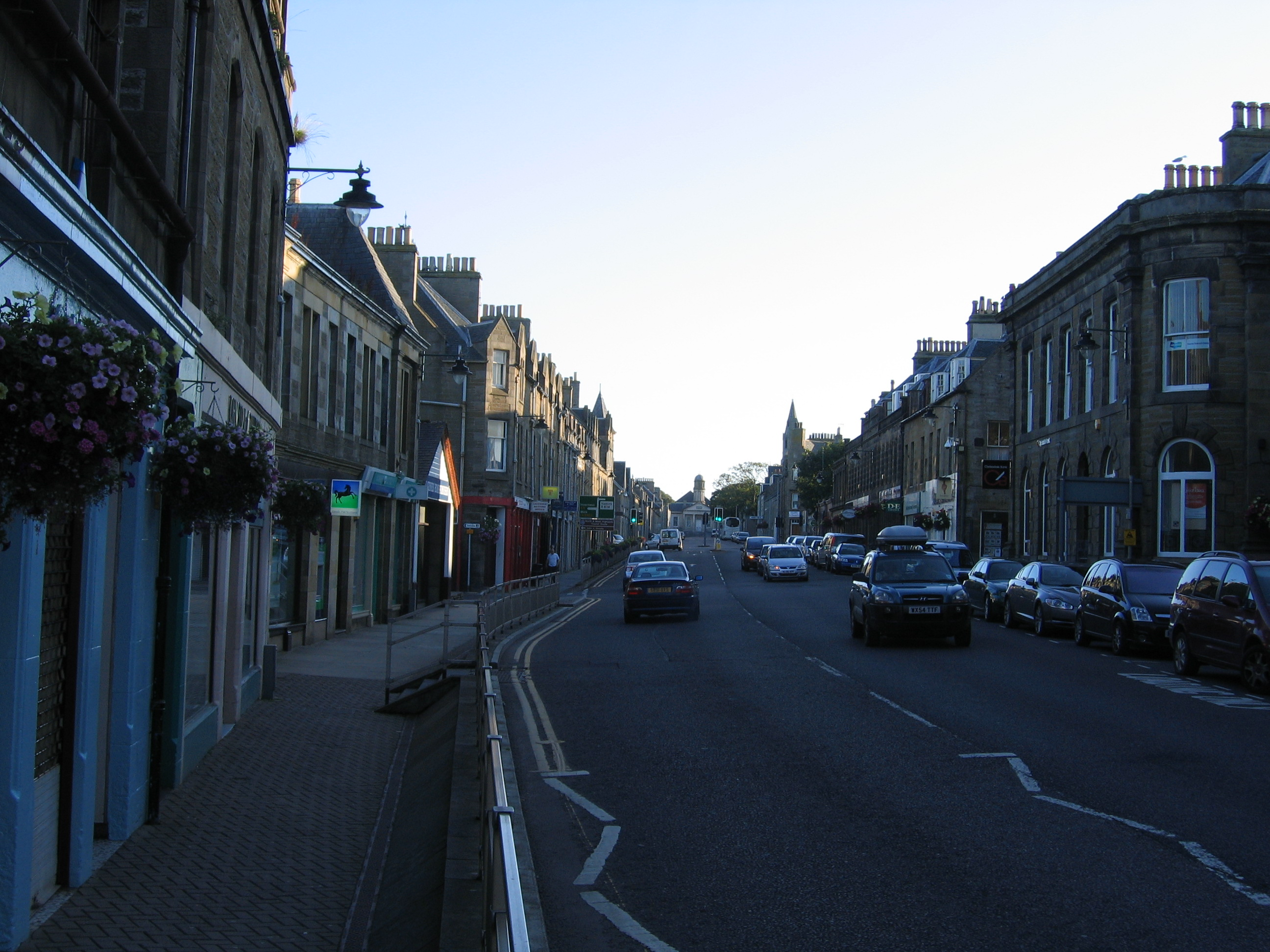
Typischer Straßenzug der Stadterweiterung des 19. Jahrhunderts (2009)

Eine erste, geplante Stadterweiterung mit einem „Gittergrundriss“ wurde in der ersten Hälfte des 19. Jahrhunderts von dem lokalen Großgrundbesitzer und Politiker John Sinclair angelegt. Sie war allerdings für den damaligen Bedarf etwas groß geraten und wurde nur teilweise mit Wohnhäusern, zunächst der Regency und später der viktorianischen Epoche, bebaut.
Seit dem 19. Jahrhundert wurde in großem Umfang ein in der Gegend vorkommender Schichtstein abgebaut, der sich hervorragend für Gehwegplatten eignete. Diese Platten wurden in die gesamte Welt exportiert. Sie finden sich in den Straßen von Sydney oder Montevideo. Dieser Exportboom kam auch dem Hafen von Thurso zugute. In der Blütezeit dieser Industrie hatte sie bis zu 500 Beschäftigte. Ab den 1920er Jahren wurden dafür aber vermehrt Betonplatten eingesetzt, sodass dieser Erwerbszweig stark zurückging. Ein dauernder Bevölkerungsrückgang setzte ein, der erst mit dem Bau des Atomreaktors, eines Schnellen Brüters in Dounreay, 14 km westlich von Thurso, ab dem Jahr 1955 umgekehrt werden konnte. Eine zweite geplante Stadterweiterung folgte. Innerhalb einer Periode von knapp zehn Jahren wuchs die Bevölkerung Thursos von etwa 3000 Einwohnern auf etwa 9000 an. Im Jahr 1977 wurde der Reaktor zwar stillgelegt, aber die Nachsorgearbeiten beschäftigen immer noch viele Menschen.

## Einwohner
Mit 7933 Einwohnern im Jahr 2011 ist Thurso die größte Stadt der Grafschaft Caithness.

## Wirtschaft
Ursprünglich war Fischerei Haupterwerbszweig. Auch wenn sie heute nicht mehr die hohe Bedeutung wie noch vor etwa 50 Jahren hat, ist sie immer noch ein wichtiger Wirtschaftsfaktor in der strukturschwachen Region.
Die Stadt Thurso liegt nahe dem Dounreay Nuclear Power Development Establishment (NPDE), einem ehemaligen Zentrum der Kernenergieforschung und -entwicklung, speziell für die Technologie der Brutreaktoren. Es gab auch eine Wiederaufarbeitungsanlage für Kernbrennstäbe. Dounreay war unter der Leitung der United Kingdom Atomic Energy Authority (UKAEA) und des Verteidigungsministerium und ist immer noch Hauptarbeitgeber in der Region. Die Anlagen befinden sich (Stand 2023) in Dekommissionierung und werden unter der Leitung der Nuclear Decommissioning Authority (NDA) zurückgebaut.
Ein weiterer Erwerbszweig ist der Fremdenverkehr insbesondere im Zusammenhang mit der Fähre zu den Orkney-Inseln.

## Städtepartnerschaft
Seit 1980 besteht eine Städtepartnerschaft mit der deutschen Stadt Brilon.

## Infrastruktur

### Schiene

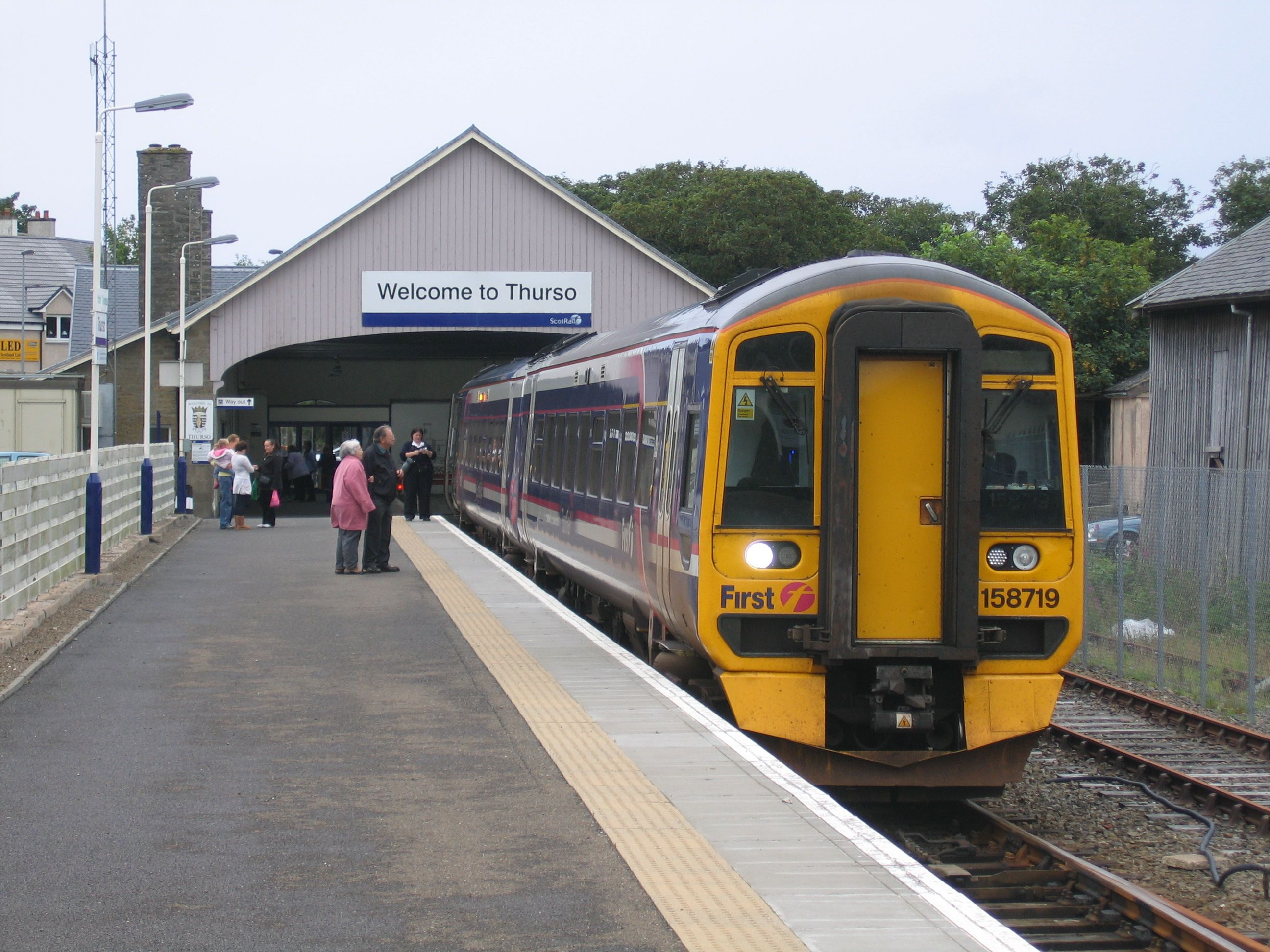
Bahnhof Thurso

Die Stadt ist nördlicher Endpunkt der von Inverness kommenden Far North Line und besitzt somit die nördlichste Bahnstation in ganz Großbritannien. Die Eisenbahn erreichte Thurso 1874. Es verkehren heute werktags vier, sonntags zwei Zugpaare.

### Straße
Thurso liegt an den Fernverkehrsstraßen A9, die es mit Inverness verbindet, und A836, die entlang der schottischen Nordküste verläuft.

### Luftverkehr
Gut zwölf Kilometer westlich der Stadt befindet sich ein Flugplatz von eher regionaler Bedeutung. Bei der 35 Kilometer südöstlich gelegenen Stadt Wick befindet sich ein größerer Flughafen mit regelmäßigen Linienflugverbindungen.

### Hafen

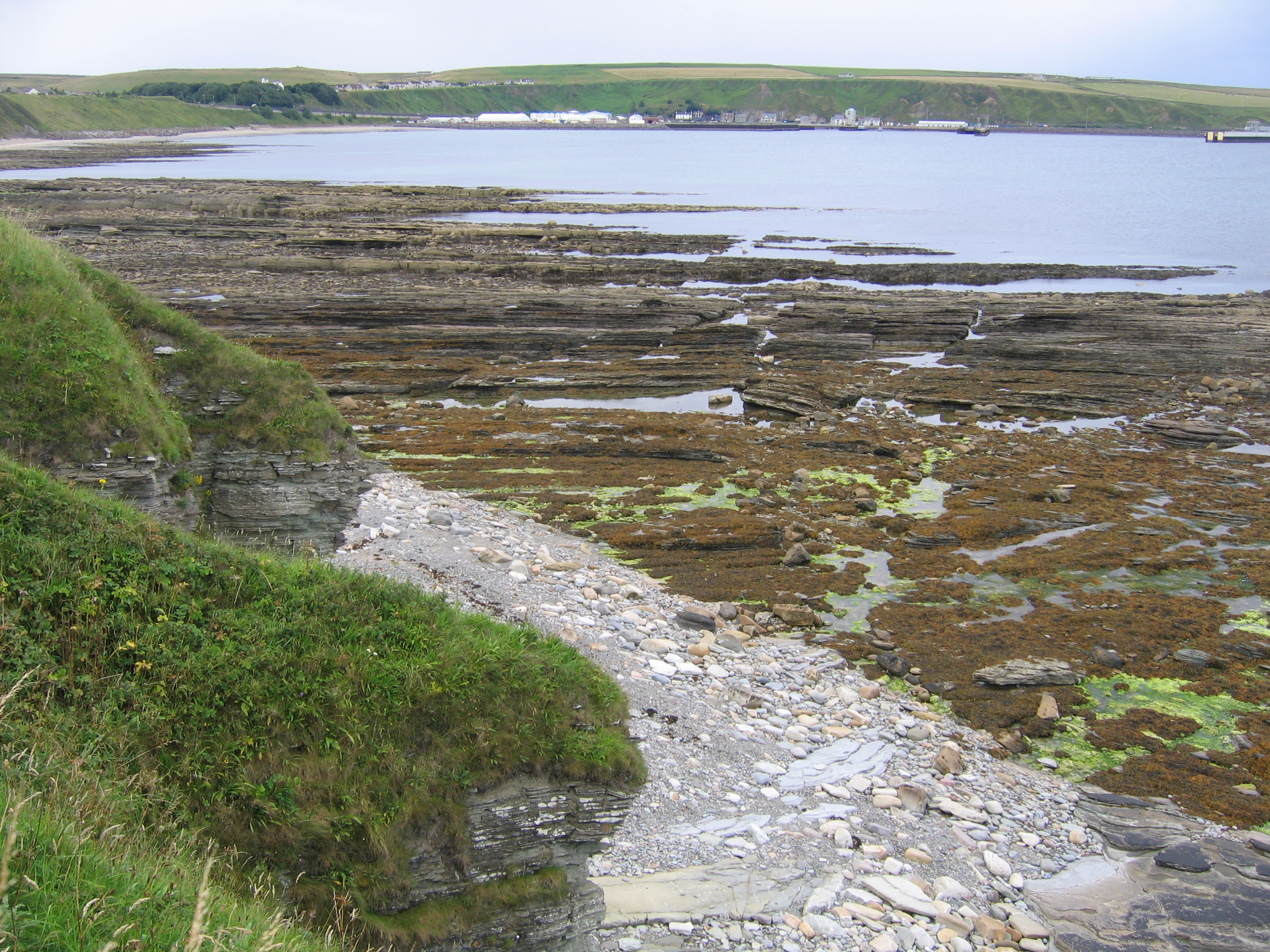
Fähr- und Fischereihafen Scrabster

Der etwa zwei Kilometer westlich an der Thurso Bay gelegene Hafen Scrabster ist heute auch der Fischereihafen von Thurso. Es handelt sich um einen Tiefwasserhafen. Von dort verkehren regelmäßig Auto-Fähren zu den Orkney-Inseln, fast ausnahmslos zu der kleinen Hafenstadt Stromness auf der Insel Mainland. Im Juni 2007 wurde ein wöchentlicher, im Sommer verkehrender Fährbetrieb von Scrabster mit den Färöern, den Shetlandinseln, Island, Dänemark und Norwegen aufgenommen, der inzwischen aber wieder eingestellt wurde.

## Tourismus und Sehenswürdigkeiten
Tourismus ist heute ein wichtiger Erwerbszweig in Thurso, allerdings hauptsächlich auf den Fährverkehr zu den Orkney-Inseln bezogen. Es gibt Hotelbetten, Bed-and-Breakfast-Übernachtungsmöglichkeiten, zwei Hostels und einen Campingplatz.
Bei Thurso befindet sich mit Wolfburn die am weitesten nördlich gelegene Whisky-Destillerie auf dem schottischen Festland.

### Kultureinrichtungen
Im ehemaligen Rathaus und der angebauten ehemaligen Bibliothek wurde das Heimatmuseum 2008 unter dem Namen Caithness Horizons neu eröffnet. Es informiert über die Geschichte der Stadt, von der Urgeschichte bis zum Schnellen Brüter in Dounreay und zur Naturgeschichte der Umgebung.
Es gibt eine öffentliche Bücherei.

### Historische Gebäude
- Ruine des Thurso Castle[9]

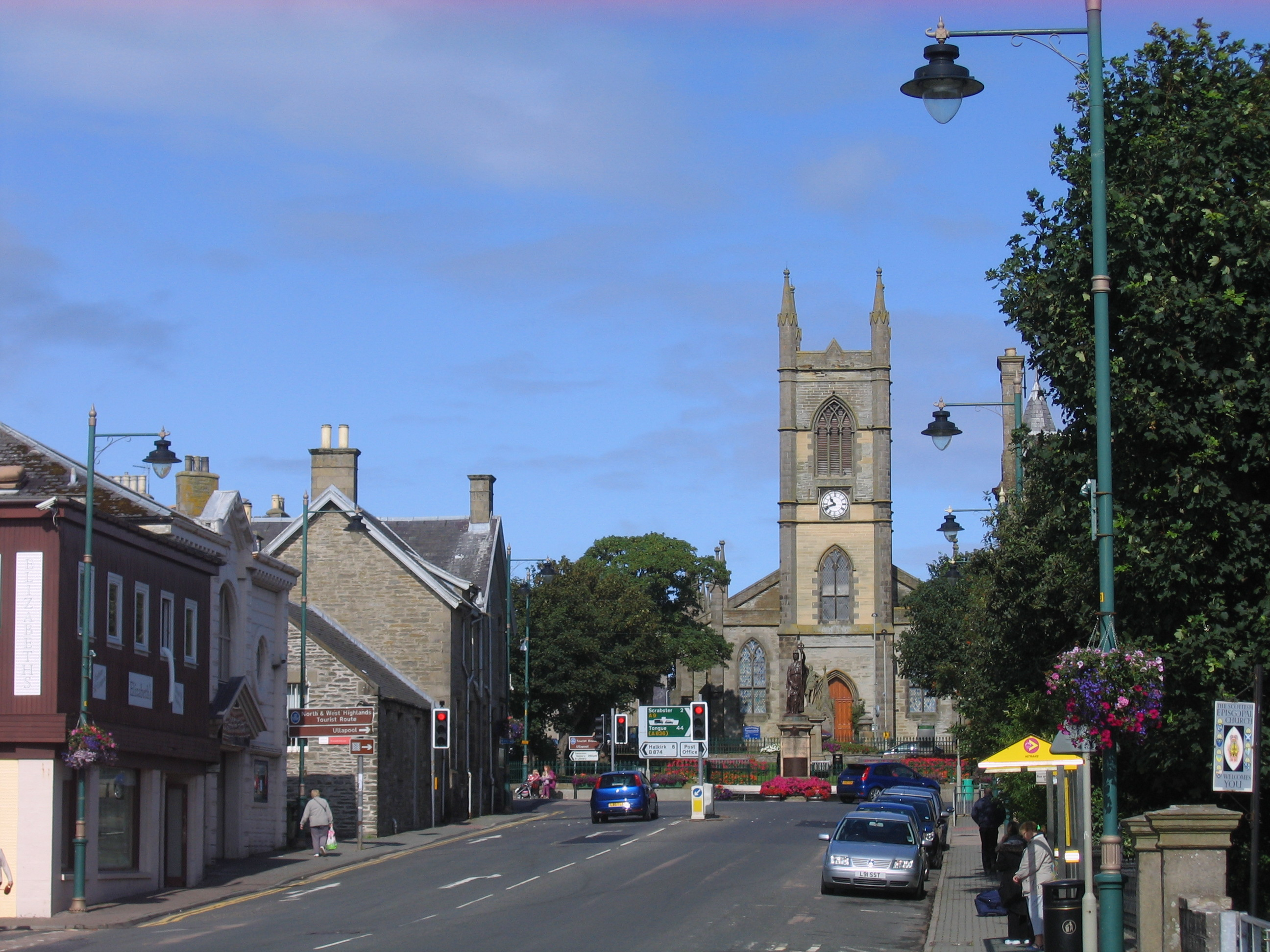
St. Peter und St. Andrew-Kirche

- Ruine der Old St Peter’s Church.[10] Sie stammt mindestens aus dem 12. Jahrhundert, die ältesten erhaltenen Teile wurden um 1220 errichtet; das Meiste, was noch steht, stammt aus dem 15. und 16. Jahrhundert. Sie war die mittelalterliche Hauptkirche des Ortes und wurde 1833 aufgegeben.
- Die neugotische St. Peter’s and St. Andrew’s Church ersetzte 1833 die mittelalterliche St Peter’s Church. Sie steht in der Blickachse der River Thurso Road Bridge.[11]
- Die River Thurso Road Bridge[12] (es gibt außerdem zwei Fußgängerbrücken, die den Fluss überqueren) stammt aus dem Jahr 1877. Sie ersetzte eine ältere Brücke von 1800. Vorher konnte der Fluss nur mit einer Fähre überquert werden. Bis 1878 wurde Brückenzoll erhoben. Das Zollhaus am Ostende der Brücke  ist erhalten und beherbergt heute eine Galerie.
- Geplante Stadterweiterung mit einem „Gittergrundriss“ aus der ersten Hälfte des 19. Jahrhunderts mit zahlreichen oft vorbildlich gepflegten historischen Wohnhäusern der Regency und der viktorianischen Epoche.

### Umgebung

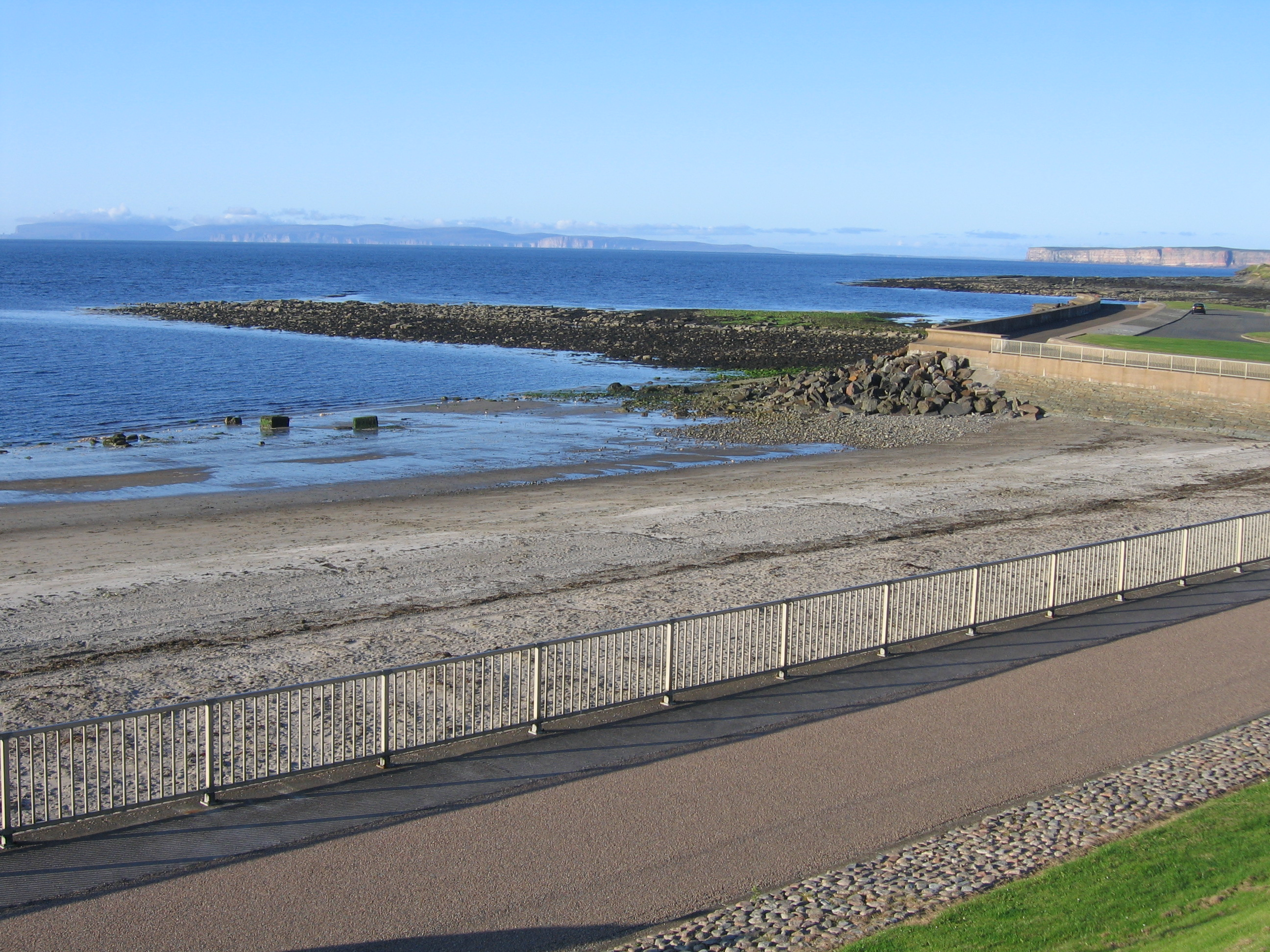
Strandpromenade Thurso

Einige Kilometer weiter nordöstlich liegt der Dunnet Head, ein 114 Meter aus dem Meer aufragendes Kap mit einem Leuchtturm und einem Vogelschutzgebiet, das gleichzeitig der nördlichste Landpunkt der britischen Hauptinsel ist.
Zu einem besonderen Anziehungspunkt ist das Castle of Mey auf dem Weg zwischen Thurso und Dunnet Head geworden. Hier residierte im Sommer seit 1955 bis zu ihrem Tod 2002 Königin Elisabeths Mutter. Heute sind das Schloss und Park im Sommer für Besucher geöffnet, wenn es nicht gerade durch ein Mitglied der königlichen Familie genutzt wird.

## Bildungseinrichtungen
- verschiedene Grundschulen
- Thurso High School
- North Highland College ist Bestandteil der University of the Highlands and Islands

## Persönlichkeiten

### Söhne von Thurso
- Arthur St. Clair (1736–1818), US-amerikanischer General und Politiker
- John Sinclair (1754–1835), Statistiker und Ökonom
- Andrew Geddes Bain (1797–1864), Geologe und Paläontologe, bedeutende Fossilfunde und schuf die erste geologische Karte Südafrikas
- William David Ross (1877–1971), Philosoph
- Jock Macdonald (1897–1960), kanadischer Maler, Illustrator, Druckgrafiker und Kunstpädagoge
- Bryan Gunn (* 1963), Fußballspieler und Trainer
- Gary Mackay-Steven (* 1990), Fußballspieler

### Bürger von Thurso
- Robert Dick (1811–1866), arbeitete ab 1830 in Thurso als Bäcker und erforschte von hier die Botanik der Schottischen Highlands, außerdem auch See-Muscheln und Fossilien

## Bilder

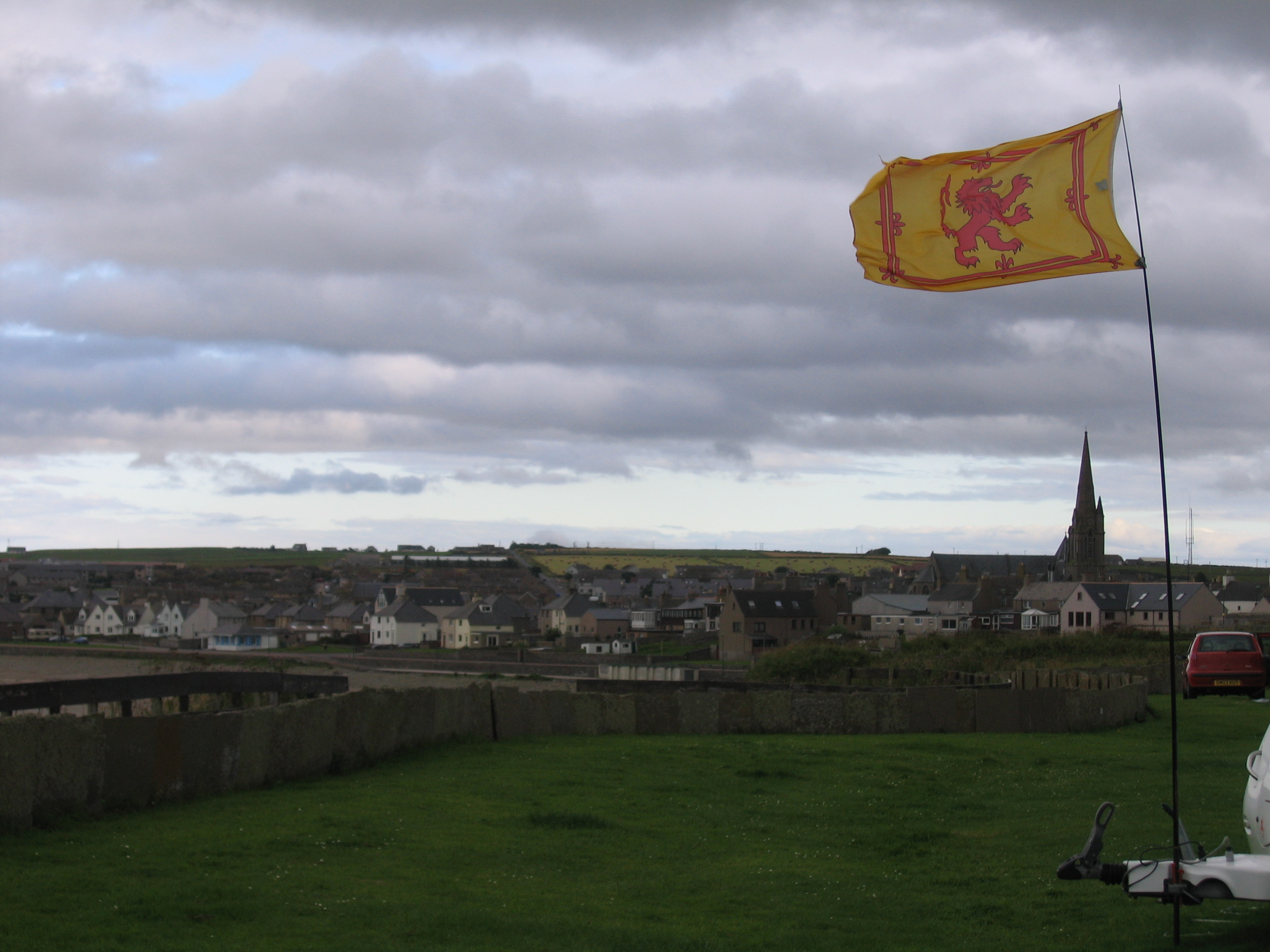
Thurso mit schottischer Wappenfahne
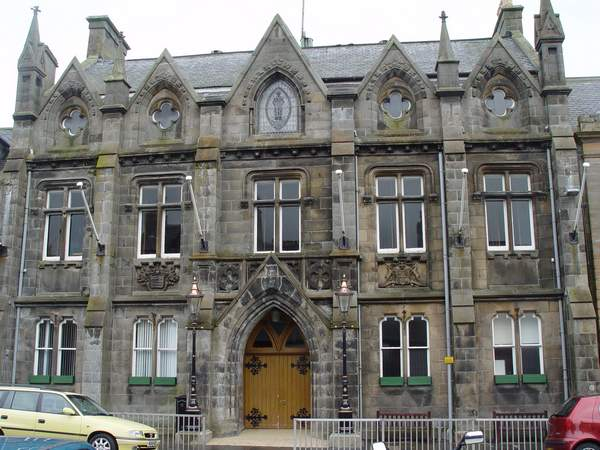
Historisches Rathaus, heute Museum
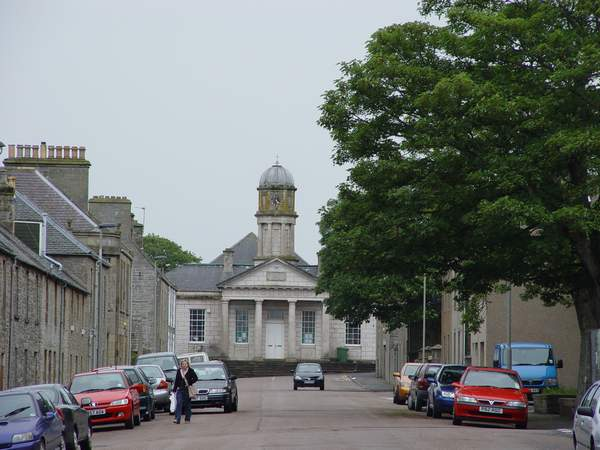
Bücherei
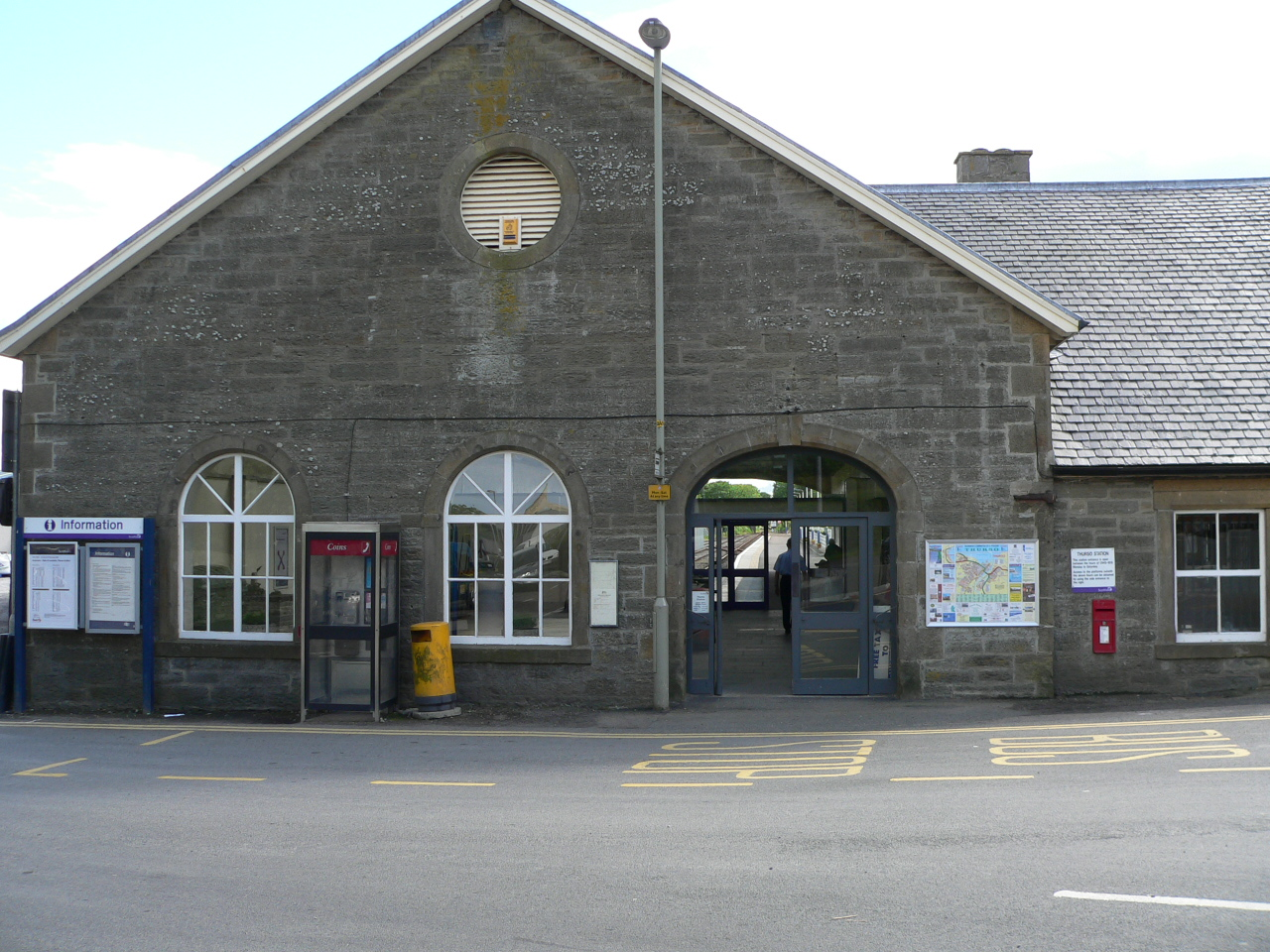
Bahnhof
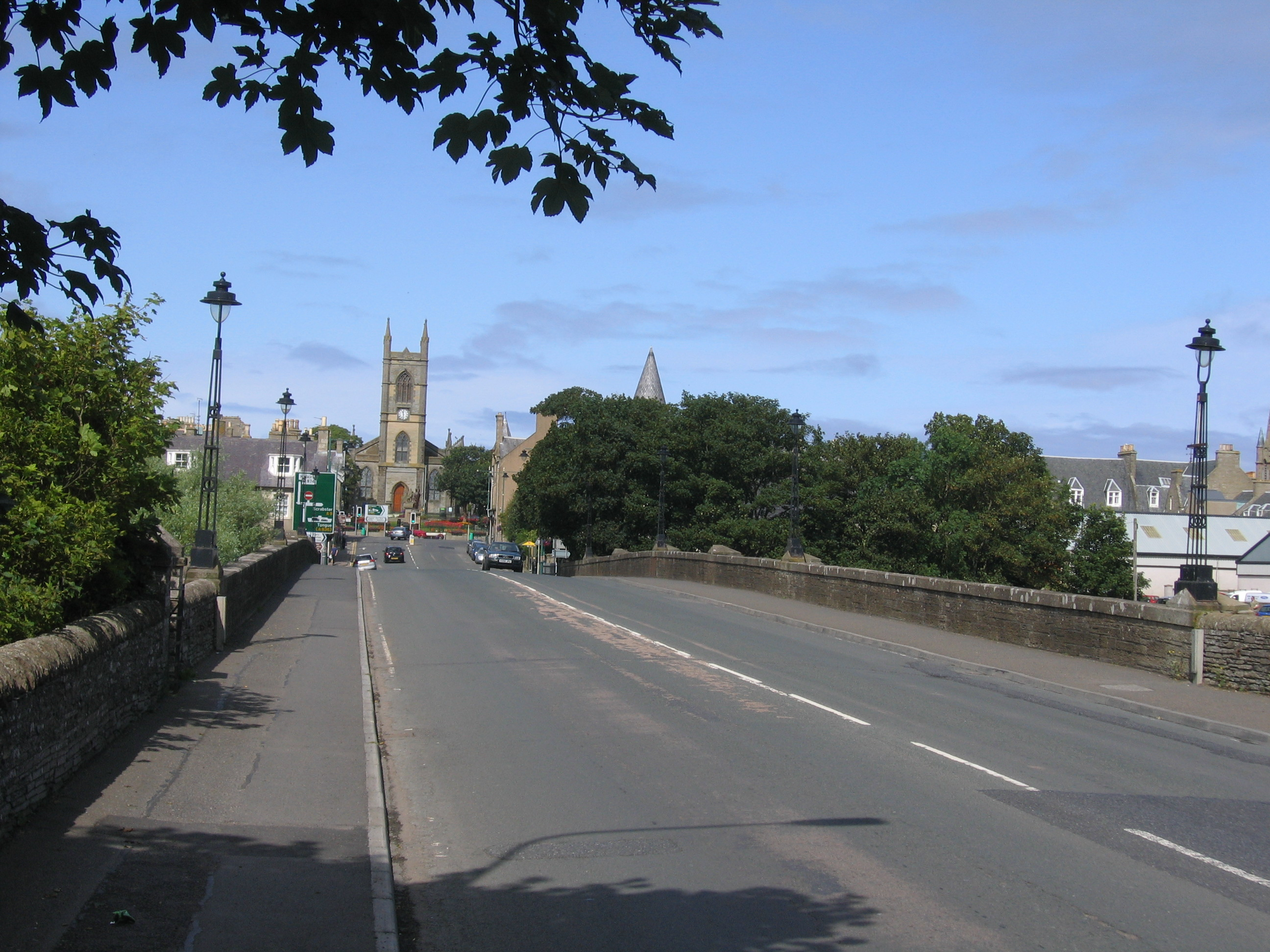
St. Peter und St. Andrew-Kirche
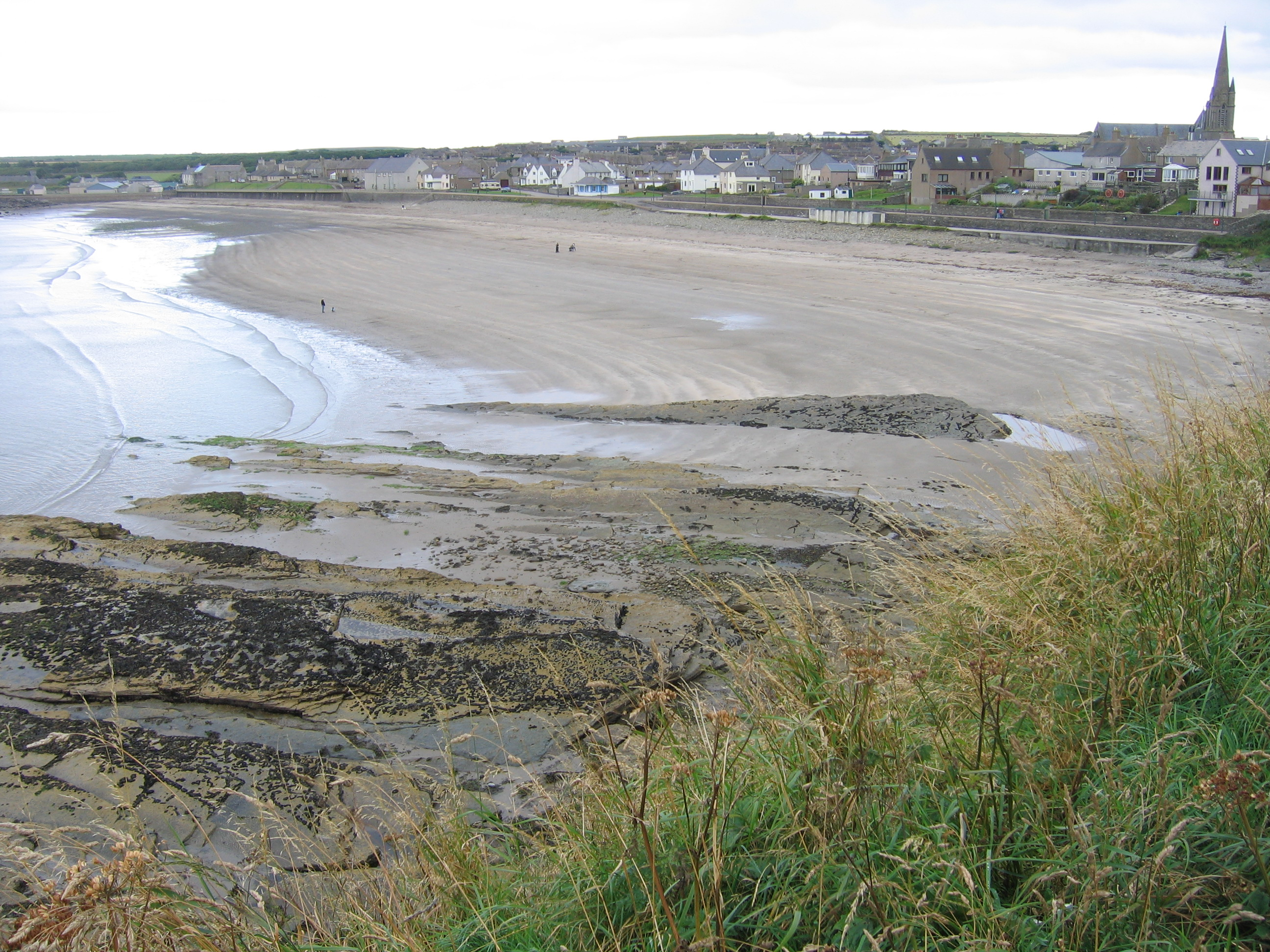
Strand